# Microsoft SQL Server
Microsoft SQL Server je relační databázový a analytický systém pro e-obchody, byznys a řešení datových skladů vyvinutý společností Microsoft.

## Historie
V roce 1985 firmy Microsoft a IBM oznámily, že se budou podílet na dlouhodobém společném vývoji operačních systémů a ostatních softwarových produktů. Jako první produkt, který z této spolupráce po dvou letech vzešel, byl OS/2, nástupce známého operačního systému MS-DOS. Tento systém umožnil využít tehdejší nové procesory Intel 80286. Díky tomuto řešení byl umožněn multitasking. Zanedlouho poté IBM oznámila příchod lepší a vyspělejší verze OS/2 a sice OS/2 Extended Edition. Nová verze obsahovala základ operačního systému OS/2 a SQL RDBMS (Relational database management system) nazývaného OS/2 Database Manager. OS/2 Database Manager byl užitečný pro menší aplikace a částečně kompatibilní s DB/2 a méně používaným SQL/DS.
OS/2 Database Manager také obsahoval komunikační službu SNA (Systems Network Architecture) nazývanou OS/2 Communications Manager. IBM slíbila, že učiní vše pro to, aby tyto systémy dobře spolupracovaly. Ale pokud by IBM přišla s kompletním řešením OS/2, kdo by pak potřeboval původní OS/2 od Microsoftu?

### Počátky systému SQL Server
Ještě v roce 1986 Microsoft neměl žádný svůj vlastní databázový systém. Začátkem roku 1992 však dosáhl ohromného úspěchu na databázovém trhu s produkty Microsoft Access a Microsoft FoxPro. Database Manager od IBM byl zcela jiná kategorie než produkty typu Paradox, Rbase a dBASE. Byl sestaven pro plně vybavenou databázi (full SQL query processor + atomic transactions). Microsoft potřeboval svůj vlastní databázový systém, a to velmi rychle.
Microsoft se obrátil k Sybase, aby pronikl na trh DBMS a upevnil si zde postavení. Kód původního produktu – Sybase SQL Server – byl základem pro nadcházející Microsoft SQL Server. Jednalo se vlastně o první databázi od Microsoftu. Tímto produktem byl Microsoft schopen silně konkurovat jak samotnému Sybase, tak i Oraclu a IBM. Poté Microsoft spolu s firmami Sybase a Ashton-Tate spolupracovali na vytvoření první plně vybavené verze SQL Serveru. Výsledek společného úsilí byl ten, že výsledný produkt se skoro vůbec nelišil od třetího vydání Sybase SQL Server.
V roce 1992 byl k oficiálně k dispozici první Microsoft SQL Server verze 4.2. Spolu s OS Windows NT 3.1 vyšla i verze 4.21, ovšem stále za spolupráce s firmou Sybase. První verze, která byla vyvinuta pouze firmou Microsoft bez cizí pomoci, nesla označení Microsoft SQL Server 6.0.
Vzhled produktů firmy Sybase byl zcela závislý na Windows NT, Microsoft se tedy jal prosazovat své vlastní zájmy a vyjednával exkluzivní práva na všechny verze SQL, které byly napsány pro všechny jeho operační systémy. Sybase SQL Server poté skutečně změnil svůj název na Adaptive Server Enterprise, aby se zamezilo možné záměně s produktem od Microsoftu. Následně bylo prováděno mnoho revizí výhradně bez pomoci firmy Sybase, protože tím, že Microsoft prosadil své zájmy, zároveň s touto firmou ukončil spolupráci. První databázový server napsaný na GUI se kódem zcela lišil od verze firmy Sybase.

### Historie vydání všech verzí SQL serveru
| Verze          | Rok vydání | Název vydání                   | Kódové označení      |
| -------------- | ---------- | ------------------------------ | -------------------- |
| 1.0 (OS/2)     | 1989       | SQL Server 1.0 (16bit)         | Filipi               |
| 1.1 (OS/2)     | 1991       | SQL Server 1.1 (16bit)         | Pietro               |
| 4.2 (OS/2 2.0) | 1992       | SQL Server 4.2                 |                      |
| 4.21           | 1993       | SQL Server 4.21                | SQLNT                |
| 6.0            | 1995       | SQL Server 6.0                 | SQL95                |
| 6.5            | 1996       | SQL Server 6.5                 | Hydra                |
| 7.0            | 1998       | SQL Server 7.0                 | Sphinx               |
| 7.0            | 1999       | SQL Server 7.0 OLAP Tools      | Plato                |
| 8.0            | 2000       | SQL Server 2000                | Shiloh               |
| 8.0            | 2003       | SQL Server 2000 64-bit Edition | Liberty              |
| 9.0            | 2005       | SQL Server 2005                | Yukon                |
| 10.0           | 2008       | SQL Server 2008                | Katmai               |
| 10.50          | 2010       | SQL Server 2008 R2             | Kilimanjaro (aka KJ) |
| 11.0           | 2012       | SQL Server 2012                | Denali               |
| 12.0           | 2014       | SQL Server 2014                | Hekaton              |
| 13.0           | 2016       | SQL Server 2016                |                      |
| 14.0           | 2017       | SQL Server 2017                | vNext                |
| 15.0           | 2019       | SQL Server 2019                | Seattle              |
| 16.0           | 2022       | SQL Server 2022                | Dallas               |

## Popis verzí Microsoft SQL Serveru

### Microsoft SQL Server 2000
Microsoft SQL Server 2000 je vysoce výkonný relační databázový systém založený na architektuře client/server. Má integrovanou podporu jazyka XML, je škálovatelný a bezpečný. Byl navržen pro zvládnutí velkého objemu transakcí (např. online objednávky, inventáře, účetnictví nebo výroba) stejně jako pro skladování dat a běh aplikací, které usnadní rozhodování (např. aplikace pro analýzu).
SQL Server 2000 běží pod MS Windows NT 4 nebo na sítích založených na MS Windows 2000 Server s procesory Intel. Může být také instalován jako samostatná databáze na PC, na kterých běží MS Windows NT Workstation 4, Windows 2000 Professional, Windows 98 nebo Windows ME.
Z jednoho CD je možné instalovat jak Server verzi, tak verzi pro PC. Na jeden počítač lze nainstalovat více verzí SQL Serveru najednou, přičemž každá z verzí může mít odlišné nastavení a může být určena pro jinou skupinu uživatelů.

#### Edice MS SQL Serveru 2000
- Standard Edition
- Enterprise Edition
- Personal Edition
- Developer Edition
- Windows CE Edition
- Evaluation Edition
- Microsoft Desktop Engine (MSDE)

SQL Server 2000 poskytuje mnoho nástrojů a síťových rozhraní pro starší operační systémy (Windows 3.1x, MS-DOS). SQL Server Engine podporuje rozmanité náročné aplikace jako OLTP (Online Transaction Processing) a aplikace usnadňující rozhodování (decision-support), jejichž jádrem je Transact-SQL (verze jazyka SQL od firmy Microsoft). Databázový stroj chrání integritu dat při současné minimalizaci režijních řízení tisíce uživatelů, kteří v jeden okamžik upravují databázi. MS SQL Server 2000 také podporuje replikaci, která umožňuje udržovat více kopií dat, přičemž hlídá, aby jednotlivé kopie zůstaly synchronizované. Je možné replikovat soubory od mnoha uživatelů, kteří mohou pracovat samostatně, odpojeni od databáze a pak je sloučit zpět do aplikace Publisher.
SQL Server 2000 obsahuje nástroje pro získávání a analýzu souhrnných údajů pro online analytické zpracování. Dále pak nástroje pro vizuální tvorbu databází a analyzování dat pomocí otázek vycházejících z angličtiny.
SQL Server Profiler
Jedná se o nástroj, který zachycuje události ze serveru. Ty ukládá do souboru, který může být později analyzován nebo použit k zopakování určité řady kroků, když se snaží diagnostikovat daný problém.
Slouží k činnostem, jako jsou:
- Krokování skrze problémy dotazů k nalezení příčiny problému.
- Hledání a diagnostikování pomalu běžících dotazů.
- Snímání série Transact-SQL příkazů, které vedou k problému. Uložené stopy pak mohou být vloženy na test server, kde může být problém diagnostikován.
- Monitorování výkonu SQL Serveru k ladění úloh. Pro informace o ladění designu fyzických databází pro databázi úloh.
- Korelace čítačů výkonu k diagnostikování problémů.

### Microsoft SQL Server 2005
Microsoft SQL Server 2005, vydaný v říjnu 2005, je databázová platforma pro zpracování online transakcí (OLTP) ve velkém měřítku, ukládání a uchování dat (datové sklady) a aplikace e-obchodování. Je to také platforma obchodních informací (business intelligence) pro integraci dat, analýzu a reportování. Jedná se o nástupce MS SQL Server 2000.
SQL Server 2005 zavádí tzv. „studia“, které vám pomohou s vývojem a řídícími úkoly:
- SQL Server Management Studio
- Business Intelligence Development Studio

V Management Studiu je možné vytvořit a spravovat databázový stroj a hlášení řešení, spravovat služby pro analýzu, řídit integrační procesy a spravovat reportingové servery.
V Business Intelligence Development Studiu vyvíjíte řešení obchodních informací (business intelligence) pomocí služeb pro analýzu; reporty k vytváření sestav a integrační služby k vytvoření balíčků. Obě tato studia jsou úzce propojena s produkty Microsoft Visual Studio a Microsoft Office.
Ve studiích SQL Server 2005 nabízí grafické nástroje, které jsou potřeba pro návrh, vývoj, nasazení a správu relační databáze, analytických objektů, balíčků transformace dat, replikační topologie, reportingových serverů apod. Navíc jsou zde obsaženy nástroje příkazového řádku k provádění administrativních úloh.
Součástí SQL Serveru 2005 je kromě relačních dat i nativní podpora pro správu dat XML. Za tímto účelem je definován datový typ XML, může být použit buď jako typ dat v databázových sloupcích nebo jako literáty v dotazech. XML Sloupce mohou být spojeny se schématy XSD, přičemž XML data jsou uložena a ověřena proti schématu. Než bude XML uložen do databáze, je převeden na interní binární datový typ.

#### Komponenty MS SQL Serveru 2005
- Databázový stroj
- Reportování (Reporty)
- Služby pro analýzu a integraci dat
- Replikace
- Hlášení
- Fulltextové vyhledávání
- Service Broker

### Microsoft SQL Server 2008
SQL Server 2008 obsahuje řadu funkcí a nástrojů, které lze použít na rozvoj a správu vašich databází a jejich řešení. Stejně jako u svého předchůdce, SQL Serveru 2005, je zde užit systém jednotlivých studií a vylepšených nástrojů příkazového řádku.
Další nástroje, které SQL Server 2008 nabízí:

#### SQL Server Configuration Manager
Je nástroj pro správu služeb spojených s SQL Serverem ke konfiguraci síťových protokolů používaných SQL Serverem a ke správě konfigurace síťové konektivity z počítačů klientů SQL Serveru.
SQL Server Configuration Manager a SQL Server Management Studio používají Windows Management Instrumentation (WMI) k prohlížení a změně serverového nastavení. WMI poskytuje jednotný způsob propojení s API volání, které řídí operace v registru na žádost nástrojů SQL Serveru k zajištění lepší kontroly a manipulace s vybranými službami.

#### Database Engine Tuning Advisor (DETA)
Pomůže vybrat a vytvořit optimální nastavení indexů, indexovaných pohledů a oddělení bez expertních znalostí databáze nebo vnitřního rozhraní MS SQL Serveru.
Sleduje a analyzuje zatížení a fyzickou realizaci jedné nebo více databází. Jedná se o soubor T-SQL příkazů spuštěných proti databázi, kterou chcete ladit. DETA používá stopové soubory, stopové tabulky nebo zátěžové T-SQL skripty jako podklad pro ladění databází. Je možné vytvořit soubor trasování a stopové tabulky pracovního zatížení pomocí nástroje SQL Server Profiler.

### Microsoft SQL Server 2008 R2
SQL Server 2008 R2 přidává některé funkce ke stávajícímu SQL Serveru 2008, včetně správy kmenových dat systému (Master Data Services), centralizované konzoly sloužící ke spravování více instancí SQL Serveru s podporou více než 64 logických procesorů.

### Microsoft SQL Server 2016
SQL Server 2016 obsahuje celou řadu vylepšení, které původním verzím chybí. Jedna z největších změn se týká SQL Server reporting services (SSRS), která dostala nový design. Seznam nejvýznamnějších změn v této edici:
1. Reporting Services – report managera nahradil dobře vypadající a uživatelský příjemný webový portál; nově lze definovat kromě reportů také KPI veličiny; vzhled reportů vypadá léte než v předešlých verzích; SSRS lze nyní integrovat s power BI a části reporting services reportů lze připinovat na power bi dashboard.
2. Hybridní cloud – umožňuje alokovat část dat do cloudové služby Azure a část ponechat na lokálním umístění.
3. Maskování dat (Data masking) – umožňuje data zakrýt v závislosti na uživateli, který si je prohlíží na základě maskovací funkce.
4. JSON – kromě XML, které SQL server podporovaly již v minulých edicích, je nyní podporován i JSON – pomocí funkcí JSON_VALUE(), JSON_QUERY(), ISJSON() a OPENJSON.
5. Šifrování a row level security – na základě tzv. predicate funkce lze některé řádky omezit před různými uživateli. SQL server nově obsahuje šifrování Always encrypted.
6. Podpora R – R je jazyk, který používají datoví specialisté a slouží k pokročilým analýzám dat. Pomocí systémové procedury sp_execute_external_script lze nyní dotazy a vizualizace v jazyce R zpracovat přímo v SQL serveru.